# ハーパーズ・フェリーの戦い
ハーパーズ・フェリーの戦い（ハーパーズ・フェリーのたたかい、英:Battle of Harpers Ferry）は、南北戦争のメリーランド方面作戦の一部として1862年9月12日から9月15日にかけて行われた戦いである。ロバート・E・リー将軍の南軍がメリーランド州に侵攻したとき、その一部であるストーンウォール・ジャクソンの軍団がバージニア州（現在はウェストバージニア州）ハーパーズ・フェリーの北軍守備隊を包囲して砲撃し、降伏させた。ジャクソン隊はその後メリーランド州シャープスバーグに急行して、リー軍と合流しアンティータムの戦いに参戦した。

## 背景
ハーパーズ・フェリー（元々はハーパーの渡し場）はポトマック川とシェナンドー川が合流する地点にある小さな町であり、昔からアメリカ陸軍の弾薬庫と（ジョージ・ワシントン大統領が設立した）、ボルチモア・アンド・オハイオ鉄道でポトマック川を渡るための重要な橋があった。以前に奴隷制度廃止運動家のジョン・ブラウンがその弾薬庫を襲撃したことがあった。
この町はあらゆる面が高い丘に見下ろされており、事実上防御には不向きだった。西方は、徐々に標高が上がって約1.5マイル先の標高668フィート (204 m)の高原、ボリバー高地に繋がり、それがポトマック川からシェナンドー川まで拡がっていた。南方のシェナンドー川の向こうにはラウドン高地が1,180フィート (360 m)の高さから見下ろしていた。また北東のポトマック川の向こうは、エルク尾根の最南端にあたり、標高1,476フィート (450 m)のメリーランド高地の尾根になっていた。ある北軍兵士は、これら3つの高地を保持できなければ、ハーパーズ・フェリーは「井戸の底よりも防御できない」と記していた。
ロバート・E・リーの北バージニア軍がメリーランド州に侵入すると、リーは、ウィンチェスター、マーティンズバーグおよびハーパーズ・フェリーでシェナンドー渓谷にある南軍の供給線を遮る可能性がある北軍守備隊は、孤立すれば1発の発砲も無く放棄されると予測した（事実、ウィンチェスターとマーティンズバーグは放棄された）。しかしハーパーズ・フェリー守備隊は撤退しなかった。リーはハーパーズ・フェリーの守備隊と弾薬庫を占領して、そこの武器弾薬を確保するだけでなく、バージニアまでの供給線を確保しておく作戦を立てた。
リー軍は勢力比で2対1と優勢な北軍ジョージ・マクレラン少将のポトマック軍から緩りとした速度で追跡されていたが、ハーパーズ・フェリーという賞品を手に入れるために、その軍隊を分割するという危険性のある戦略を選んだ。ジェイムズ・ロングストリート少将の軍団が北のヘイガーズタウンに向かう一方で、ハーパーズ・フェリーに結集して攻撃させるために3つの方向から部隊を送った。一番大きな部隊はジャクソンの11,500名であり、ポトマック川を渡りハーパーズ・フェリーの西に回り込んでボリバー高地から攻撃することとした。他の2部隊、ラファイエット・マクローズ少将（8,000名）とジョン・G・ウォーカー准将（3,400名）は東と南から町を見下ろすメリーランド高地とラウドン高地をそれぞれ占領することとされた。
マクレランはその野戦部隊にハーパーズ・フェリーの守備勢力を加えたいと思ったが、総司令官ヘンリー・ハレックがその移動は難しすぎ、守備隊は「最後の瞬間まで」すなわちマクレラン軍が解放に来ることが出来るまで自分達で守らなければならないと言って、マクレランの提案を拒否した。おそらくハレックは守備隊の指揮官ディクソン・S・マイルズ大佐が少しでも軍事的知識と勇気を示してくれるものと期待していた。マイルズはアメリカ陸軍で米墨戦争も戦った38歳の古参兵であったが、第一次ブルランの戦いの後で、マイルズが戦闘中に酔っぱらっていたと審問された時から面目を失っていた。マイルズは酒を断つと誓い、静穏であると考えられるハーパーズ・フェリーの任務に配転された。守備隊の多くは経験の足りない者であり、総勢は14,000名だが、9月11日にジャクソン隊の接近によってマーティンズバーグの撤収を余儀なくされた2,500名を含んでいた。
9月11日の夜、マクローズがハーパーズ・フェリーの北東6マイル (10 km)のブラウンズビルに到着した。マクローズはブラウンズビル峡谷近くにその後衛として3,000名を残し、他の3,000名をポトマック川に向かわせてハーパーズ・フェリーから東への逃亡経路を塞いだ。9月12日にジョセフ・B・カーショーとウィリアム・バークスデイル各准将の古参兵旅団をメリーランド高地確保に向かわせた。他の南軍部隊は緩りとしか進めず予定より遅れていた。ジャクソン隊はマーティンズバーグで遅れた。ウォーカー隊はチェサピーク・アンド・オハイオ運河からモノカシー川を横切ってポトマック川に注ぐ水路を破壊するように命じられたが、その工兵では石造りの構造を破壊するのが難しく、結局中止された。
ウォーカー隊は9月9日にポイント・オブ・ロックスからバージニア州のラウダン郡に入り直した。ウォーカー隊はラウダン生まれのイライジャ・V・ホワイト大佐とその第35騎兵大隊に支援されていた。ホワイトはその任務に不満であり、軍本隊と共にいることを好んだ。ホワイトにとって不幸なことに、メリーランド州フレデリックでJ・E・B・スチュアート将軍と口論になり、その後リーによってバージニア州に戻るよう命令された。その処置が責められるかそうでなかろうと、ホワイトはショートヒル山周辺の曲がりくねった道を誘導して、4日後の13日にラウダン高地の麓に到着した。このために9月11日に予定されていたハーパーズ・フェリーへの攻撃が遅れ、リー軍が分割されている間にマクレランが攻撃してリー軍の残り部隊を破壊する危険性が増した。

## 戦闘

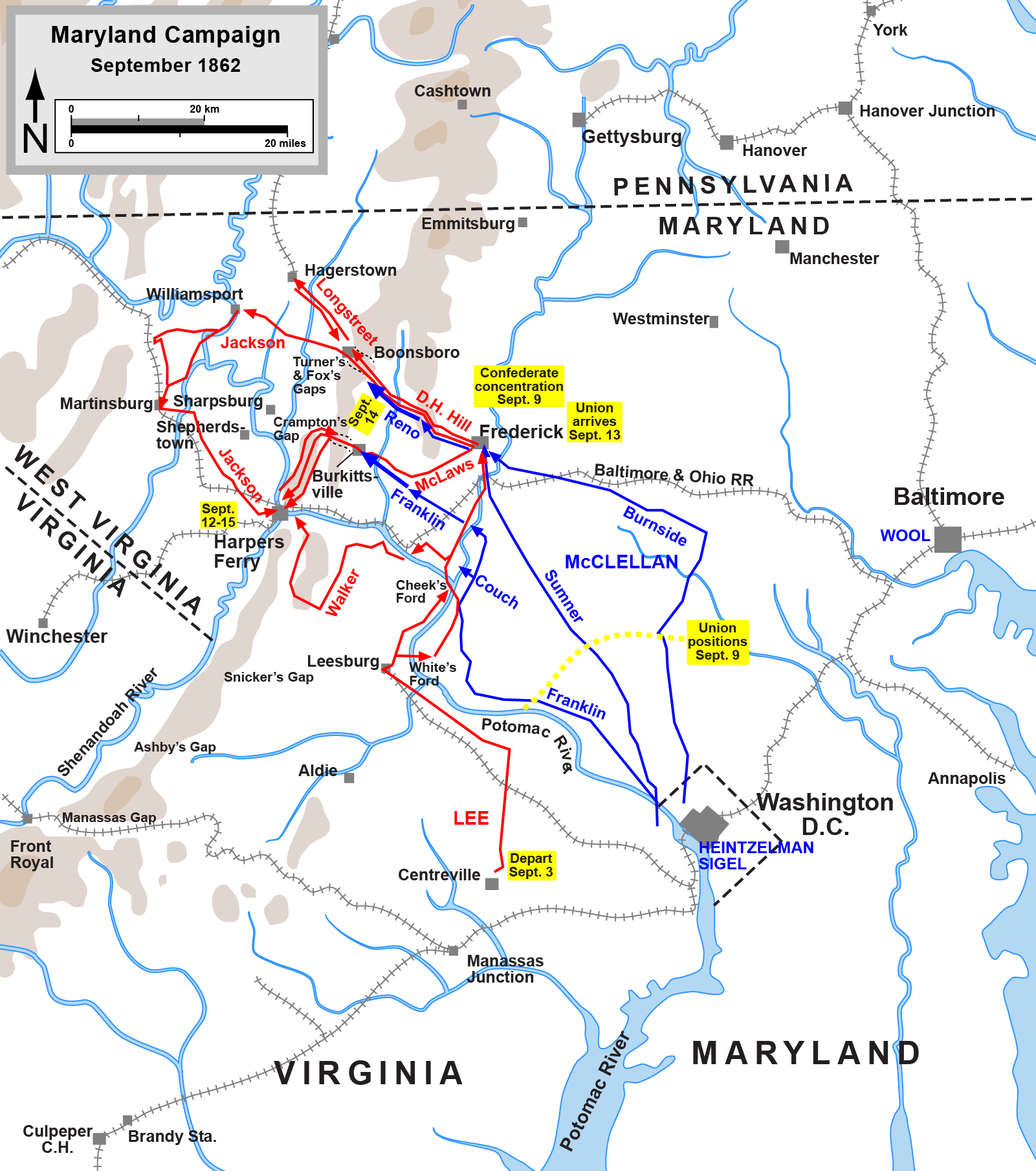
メリーランド方面作戦、1862年9月3日から9月15日の戦闘
南軍
北軍

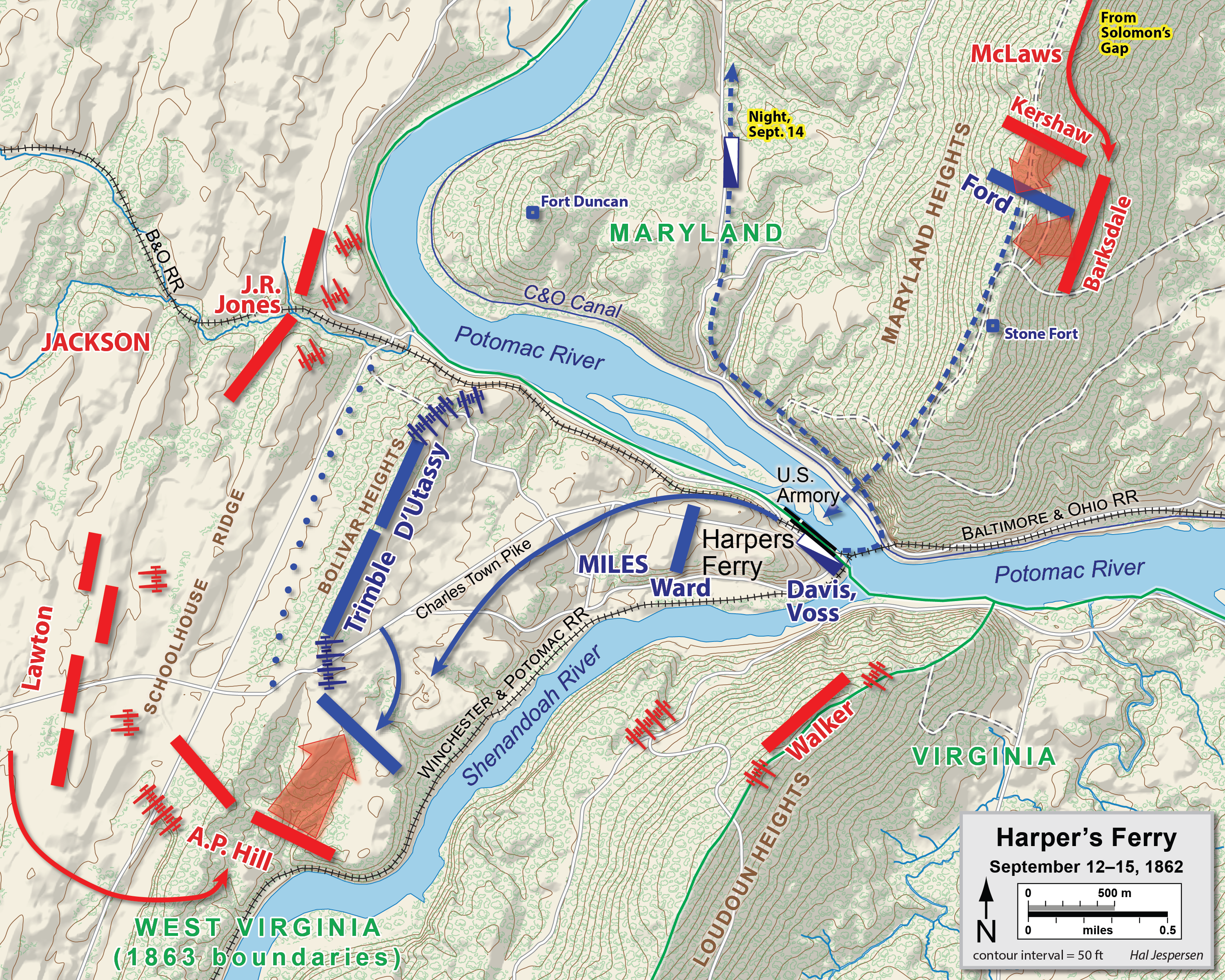
ハーパーズ・フェリーの戦い

### 9月12日
マイルズは町を取り囲む高地の上の地の利を得た陣地を取るよりも、町の近くに軍隊の大半を置いておくことに固執した。明らかに町を守れという命令を文字通りに解釈していた。最も重要な陣地であるメリーランド高地の防御は襲撃隊を撃退するように工夫されていたが、高地そのものを守るものではなかった。高地に上がる中程に強力な砲台があった。2門の9インチ海軍用ダールグレン施条砲、1門の50ポンド・パロット施条砲、および4門の12ポンド滑腔砲が据えられていた。頂上にはマイルズがトマス・H・フォード大佐の第32オハイオ歩兵連隊で4個連隊の1部、1,600名を指揮させた。これらの兵士の中には、軍隊に入ってわずか21日にしかならず、基本的な戦闘術も無い第126ニューヨーク連隊の者も含まれていた。この部隊は初歩的な胸壁を造り、南軍の方向4分の1マイル (400 m)に散兵を配した。9月12日、この部隊がエルク尾根の大変難しい地形を緩りと移動していたカーショーのサウスカロライナ旅団の兵士が近付いてくるところに遭遇した。逆茂木の背後からのライフルの一斉射撃で南軍は夜の間動きが取れなくなった。

### 9月13日
カーショーは9月13日午前6時半頃に攻撃を始めた。カーショーは自隊で直接北軍の胸壁を攻撃し、その間にバークスデイルのミシシッピ旅団に北軍の右側面を衝かせる作戦だった。カーショー隊は逆茂木に対して2回突撃したが大きな損失を出して撃退された。経験の足らないニューヨーク連隊が持ち場を守っていた。その指揮官フォード大佐は病気に罹り、前線から2マイル (3 km)後方に留まり、2番目の上級士官であるエリアキム・シェリル大佐に戦闘指揮を任せていた。シェリルは自部隊を鼓舞しているときに頬から舌に銃弾を受けて戦場から担ぎ出されねばならず、新兵達の部隊は恐慌に捕らわれた。バークスデイルのミシシッピ旅団が側面に接近すると、ニューヨーク連隊が崩れ後方に逃げ出した。シルベスター・ヒューイット少佐が尾根に沿って残っていた部隊を立て直す命令を出したが、午後3時半にフォード大佐からの退却命令が来た（この命令を送るときに、フォードは明らかに斜面の途中で予備隊として待機していた第115ニューヨーク連隊900名を送ることを無視した）。撤退する部隊はその砲台を粉々に砕き、舟橋を通ってハーパーズ・フェリーまで戻った。フォードは後にマイルズから撤退命令を出す承認を得ていたと主張したが、審問では「十分な理由無くその陣地を放棄した」と裁定され、軍隊からの解任を推奨された。
メリーランド高地での戦いの間に他の南軍部隊が到着した。ウォーカーは午前10時にラウダン高地の麓に、ジャクソンの3個師団（北にジョン・R・ジョーンズ准将、中央にアレクサンダー・R・ロートン准将、南にA・P・ヒル少将の各師団）が午前11時にボリバー高地の西に着いた。南軍はこれらの陣地が守られていなかったので驚かされた。町の中では、北軍の士官達が包囲されたことを認識し、マイルズにメリーランド高地を奪い返すことを進言したが、マイルズはボリバー高地の自軍が西から町を守ってくれると主張してこの提案を拒否した。マイルズは「私はこの場所を保持するよう命令を受けており、そうしなければ神が私の魂を地獄に送るだろう」と叫んだ。実際にジャクソン隊と町の西にいたマイルズ隊はほぼ同勢力だったが、マイルズは自部隊の北東と南に来る大砲の集中という脅威が分かっていなかった。
その夜遅く、マイルズは第1メリーランド騎兵連隊のチャールズ・ラッセル大尉に9名の騎兵を付けて敵の前線を擦り抜けてマクレランに伝言を送り、包囲された町は48時間しか持たないと告げた。他の将軍に伝えることは思い当たらなかった。ラッセル隊はサウス山をうまく横切り、フレデリックにあったマクレランの作戦本部に到着した。マクレランはその報せに驚き狼狽した。マイルズに救援軍が向かっていると伝言を書き、「最後の最後まで死守せよ。それができなければ、全軍でメリーランド高地を再占領せよ」と伝えた。マクレランはウィリアム・B・フランクリンの第6軍団にクランプトン峡谷から行軍しマイルズを救出するように命令した。マイルズへの伝言は3人の伝令が異なる道を通って送られたが、その誰もがハーパーズ・フェリーに着いたときは間に合わなかった。

### 9月14日

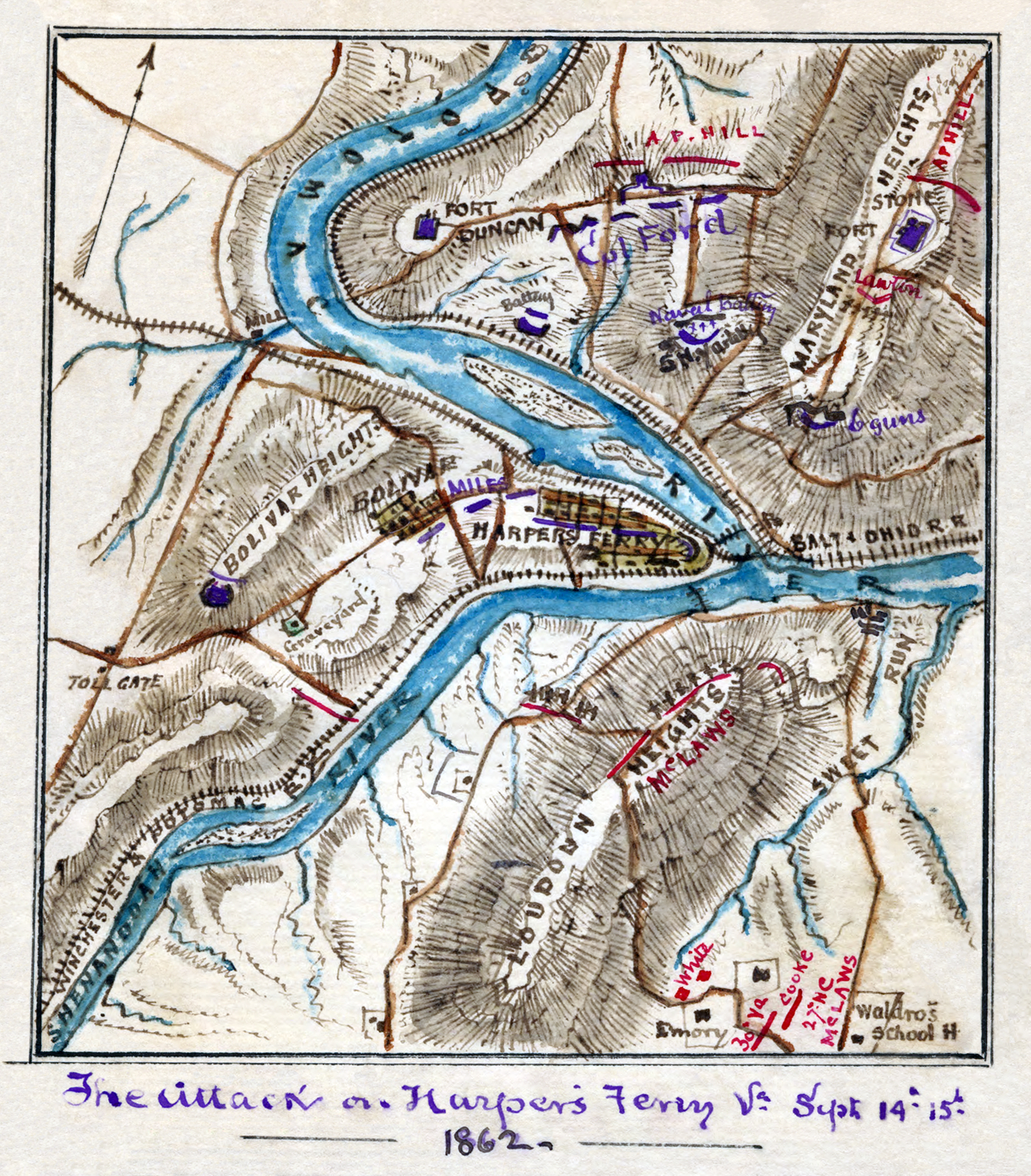
1862年9月14日から15日の部隊配置、復元された南北戦争時代の地図

ジャクソンは、サウス山の道での戦闘が激しくなっている間に、ハーパーズ・フェリーを取り巻く砲兵隊を念入りに陣取らせた。これにはメリーランド高地の頂上に据えた4門のパロット施条砲が含まれたが、大砲1門に200人の兵士がかかってロープで引き上げる必要があった。ジャクソンは自軍の大砲を同時に発砲することを望んだが、ラウダン高地のウォーカーは辛抱できなくなり、午後1時少し過ぎに5門の大砲で効果の少ない砲撃を始めた。ジャクソンはA・P・ヒルに、翌朝北軍の左翼に側面攻撃をかける準備としてシェナンドー川西岸に降りるよう命令した。
その夜、北軍の士官達は残された時間が24時間を切ったと認識したが、メリーランド高地を奪還する試みは起こさなかった。マイルズは知らなかったが、マクローズは高地頂部に1個連隊のみを残し、残りはクランプトン峡谷における北軍の攻撃に備えさせていた。
ベンジャミン・F・"グリムズ"・デイビス大佐がマイルズに、その第12イリノイ騎兵連隊ラウダン・レンジャーの騎兵とメリーランドとロードアイランドの幾つかの小部隊で突破を試みる提案をした。騎兵隊は町の防御には基本的に無用だった。マイルズはこの案が「粗野で非現実的」と撥ね付けたが、火のようなミシシッピ兵が許可があろうと無かろうと突破を目指すのを見たとき、デイビスは断固としており、マイルズは気弱くなった。デイビスとエイモス・ボス大佐がその1,400名の騎兵を伴い、ポトマック川に架かる船橋を渡ってハーパーズ・フェリーから出て行き、左に折れて狭い道に入り、メリーランド高地の麓を西に回り込み、北のシャープスバーグに向かった。サウス山から戻る南軍と一触即発の可能性が多くあったが、この騎兵隊はジェイムズ・ロングストリート隊の予備弾薬を運んでヘイガーズタウンからやって来た輜重隊に遭遇した。騎兵隊は御者達を欺して別の方向に付いてくるようにしむけ、その隊の後方にいた護衛の騎兵は追い払った。デイビッドは隊員を1名も失わずに40両の軍需品運搬車両を捕獲し、ポトマック軍としてこの戦争では最初の大きな騎兵隊の手柄となった。

### 9月15日
9月15日の朝までに、ジャクソンは50門近い大砲をメリーランド高地の上とラウドン高地の麓に据え、ボリバー高地にいる北軍戦列を縦射する準備を調えた。ジャクソンは午前8時にあらゆる面からの激しい砲撃を始め、歩兵隊に攻撃を命じた。マイルズは自隊が絶望的であることを理解した。マクレランからの救援隊が間に合うという確証はなく、砲兵隊の弾薬は残り少なかった。その旅団指揮官達との作戦会議で、マイルズは降伏の印の白旗を揚げることに同意した。しかし、マイルズ自身は降伏の儀式に出席したくなかった。第126ニューヨーク歩兵連隊の大尉が「お願いだから大佐、降伏しないでくれ。貴方は1回でも砲声を聞いたか？友軍が近くにいる。道を切り開いて友軍に合流しよう」と言って立ち塞がった。しかしマイルズは「不可能だ、奴らは30分でこの場所を吹き飛ばせる」と答えた。その大尉が軽蔑して立ち去ると砲弾が炸裂してマイルズの左足を吹き飛ばした。マイルズの行動は守備隊の兵士に忌み嫌われていたので、この時もまた飲んでいたという証言もあるが、マイルズを病院まで連れて行く者を見付けることすら難しかった。マイルズは瀕死の状態であり、翌日死んだ。歴史家の中には、マイルズが自隊の者から故意に撃たれたと推測する者もいる。

## 戦闘の後
ジャクソンは最小の損失で最大の勝利を得た。南軍は主にメリーランド高地での戦いで286名の損失を出した。一方北軍は217名だった。降伏したのは12,419名の兵士、13,000挺の小火器、200両の馬車および73門の大砲だった。これは南北戦争の中で北軍最大の降伏となった。
南軍兵は北軍の食料を楽しみ、北軍の青い制服を着用したので、その後の戦闘で混乱を生む要因になった。ジャクソン軍の中で唯一不満だったのが騎兵であり、その疲れ切った馬を補充できなかった。
ジャクソンはリーに報せる伝令を走らせた。「神の思し召しにより、ハーパーズ・フェリーとその守備隊は降伏した。」ジャクソンが自隊の兵士を監督するために町に馬で乗り入れると、北軍兵が道路際に並び、有名なストーンウォールを一目見ようとしていた。その内の一人がジャクソンの汚くみすぼらしい制服を見て「おやおや、彼は見かけほどではないかも知れないが、もし彼が我が隊にいたら、我々はここの罠に捕まることはなかった。」と言った。午後早くに、ジャクソンはリー将軍から緊急伝言を受け取った。「できるだけ早くあなたの部隊をシャープスバーグまで移動しろ。」ジャクソンはA・P・ヒルをハーパーズ・フェリーに残して北軍捕虜を釈放させ、アンティータムの戦いに合流するために行軍を始めた。